# Ребрівкові
Ребрівкові, блехнумові (Blechnaceae) — родина папоротеподібних рослин. Етимологія: грец. βλῆχνον — «папороть».

## Опис
Рослини багаторічні, в основному наземні, іноді ростуть на камені або епіфітні. Кореневище: довгі або короткі з лусками коричневого або чорного кольору. Стебла повзучі, напіввисхідні або висхідні, іноді виткі (рідко здерев'янілі). Листи мономорфні або зазвичай диморфні, великі й грубі, як правило, більші ніж 30 см, часто понад 1 м. Диморфні листи (вайя): вічнозелені, родючі листи більш випростані й довші, ніж стерильні; молоді — часто червоного кольору.

## Поширення
За небагатьма винятками це рослини субтропічних і тропічних регіонів. Тільки роди Blechnum і Woodwardia також зустрічаються в північних регіонах.

## Роди
Blechnum L. 1753

Brainea J.Sm. 1856

Doodia R.Br. 1810

Pteridoblechnum Hennipman 1966

Sadleria Kaulf. 1824

Salpichlaena J.Sm. 1841

Steenisioblechnum Hennipman 1985

Stenochlaena J.Sm. 1841

Woodwardia Sm. 1793

## Галерея

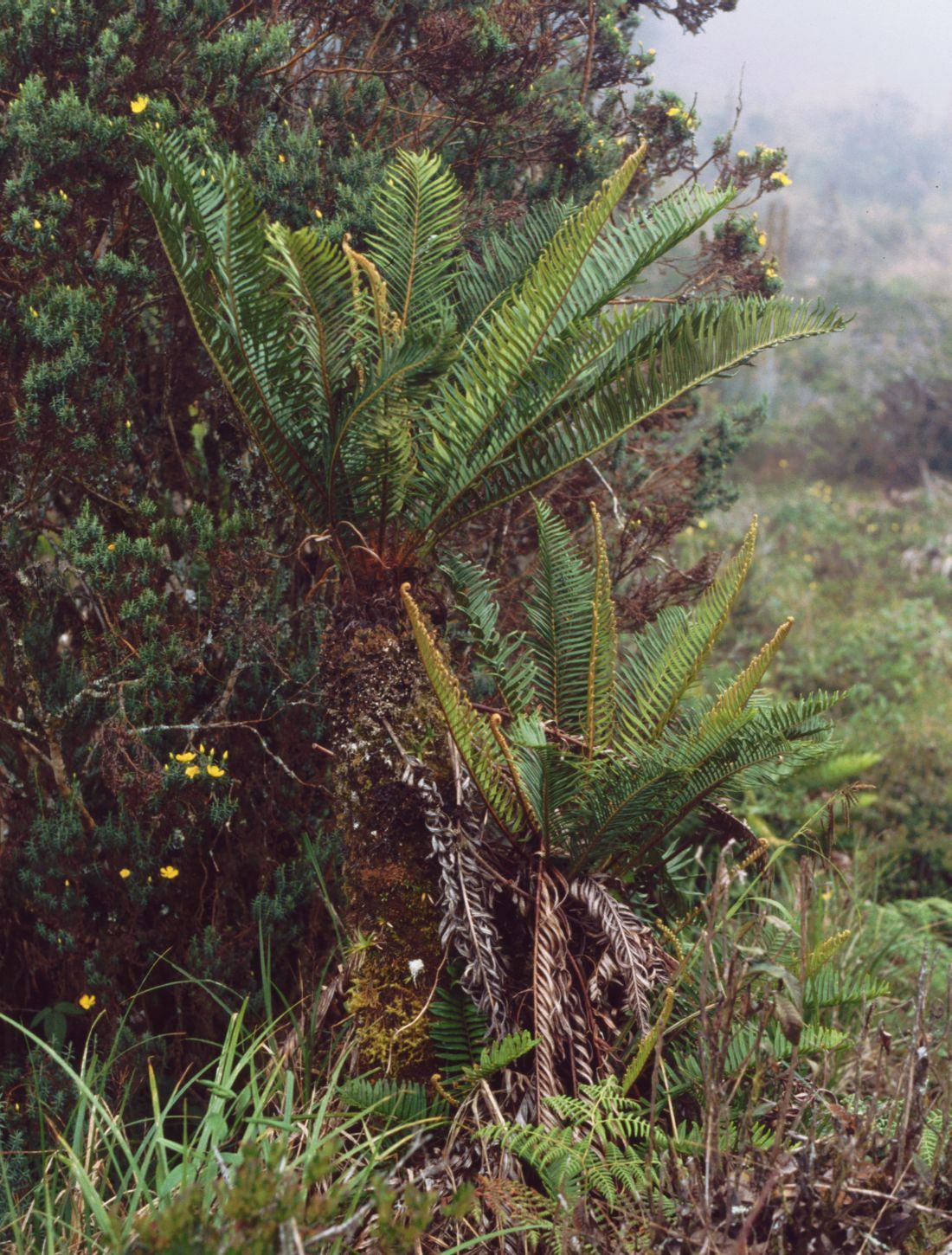
Blechnum auratum
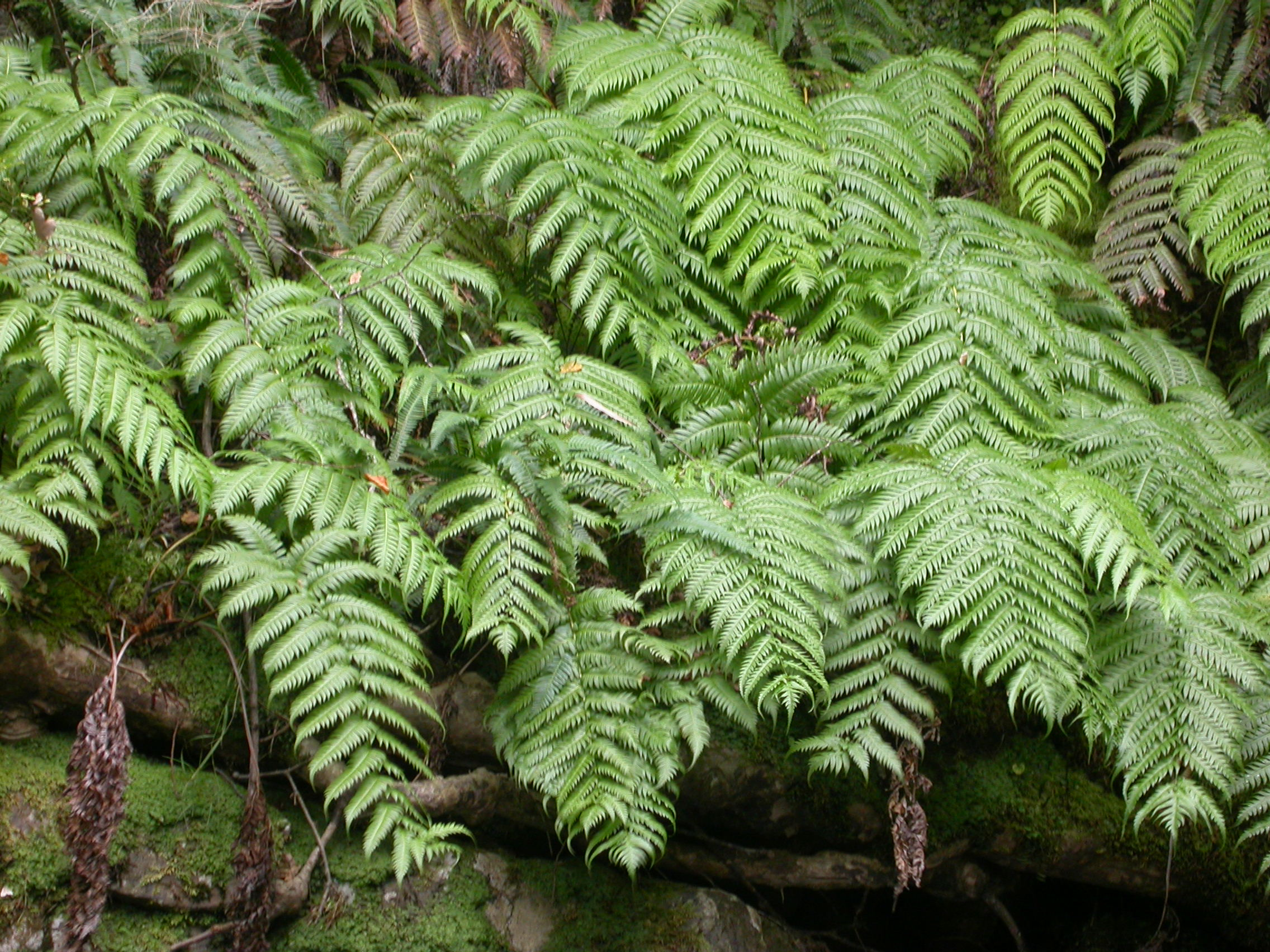
Woodwardia radicans
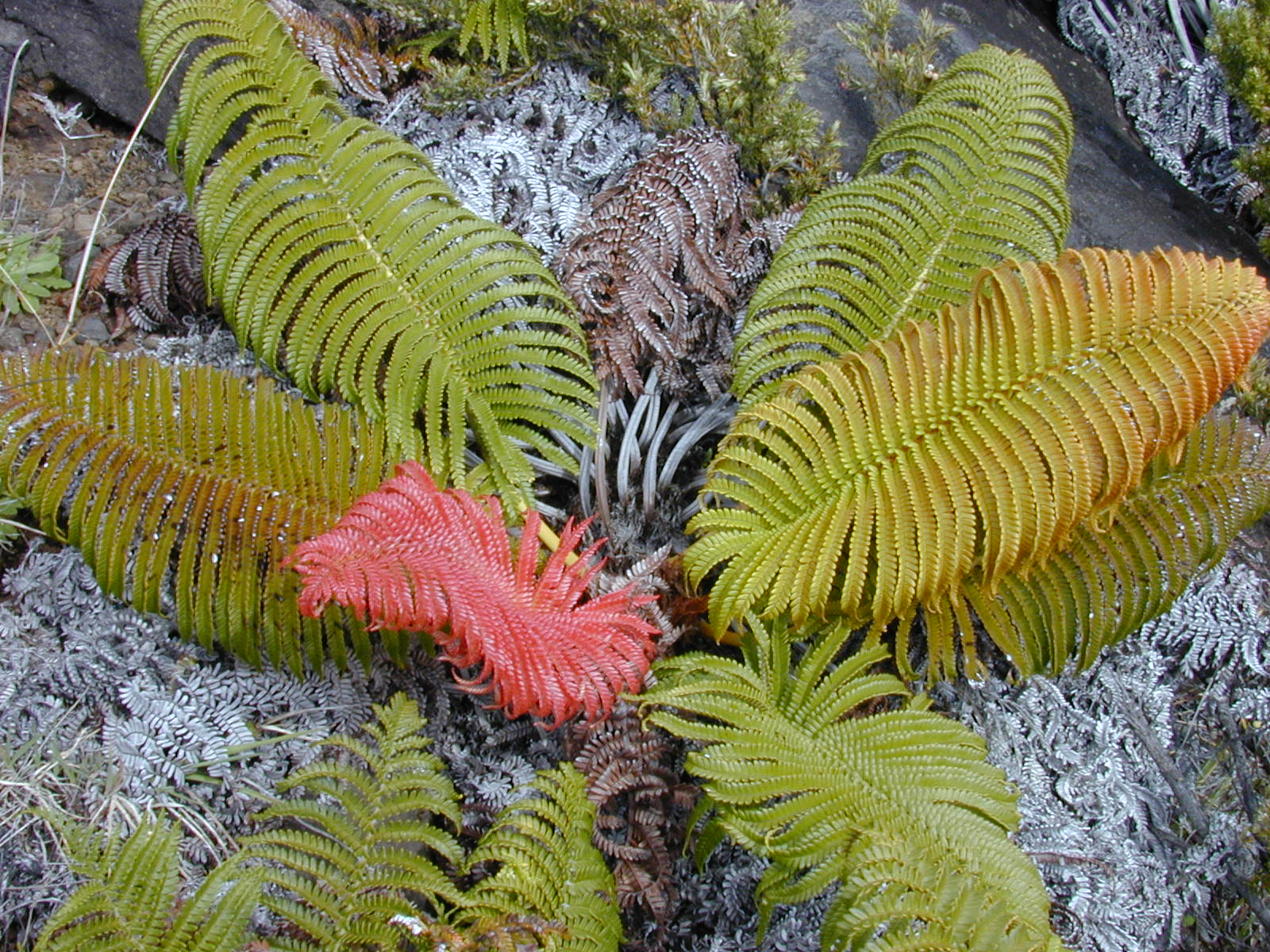
Sadleria cyatheoides